# Ulrich Pohl (Pfarrer)
Ulrich Pohl (* 1961 in Düsseldorf) ist ein deutscher evangelischer Pfarrer und Autor.

## Leben
Pohl studierte Theologie in Bonn, Berlin, Israel und Heidelberg. Er war unter seinem Ehenamen „Ulrich Haag“ von 1991 bis 2003 als Gemeindepastor am Martin-Luther-Haus in Aachen tätig, ehe er bis 2014 als Seelsorger zur Justizvollzugsanstalt Aachen wechselte. Von 2014 bis 2025 war er als Pfarrer und Mediator im landeskirchlichen Auftrag in verschiedenen Kirchengemeinden, beispielsweise in den Jahren 2021/2022 in der evangelischen Christusgemeinde Alsdorf-Hoengen-Broichweiden, eingesetzt.
Darüber hinaus war Pohl freier Mitarbeiter für den Hörfunk des WDR und des Deutschlandfunks. Von 2009 bis 2014 sprach er im deutschen Fernsehsender Das Erste das Wort zum Sonntag.
Nach seiner Scheidung trägt er wieder seinen Geburtsnamen Pohl und lebt in Neuss. Aktuell ist er als Autor für den Evangeliumsrundfunk (ERF) in Wetzlar tätig.

## Veröffentlichungen
- Wenn Steine sprechen. Gemeindegottesdienste mit Symbolen, Patmos-Verlag Düsseldorf 1998. ISBN 3-491-70300-X
- Das Mosaik des Reiches Gottes. neue Gemeindegottesdienste mit Symbolen, Patmos-Verlag Düsseldorf 2000, ISBN 3-491-76433-5
- „Dieser Gottesdienst wird Ihnen präsentiert von...“, Gütersloher Verlagshaus, Gütersloh 2003, ISBN 3-579-05511-9
- Du sollst dir kein Bildnis machen? Gemeindegottesdienste mit Bildern gestalten, Gütersloher Verlagshaus, Gütersloh 2005, ISBN 3-579-02742-5